# 18628 Taniasagrati
18628 Taniasagrati este o planetă minoră (asteroid), cu un diametru de 2,768 km, din centura de asteroizi. A fost descoperită pe 27 februarie 1998 la stazione osservativa di Asiago Cima Ekar⁠(d) de Giuseppe Forti⁠(d). 
Obiectul prezintă o orbită caracterizată de o semiaxă mare de 2,275311 UAi, o excentricitate de 0,11, o înclinație de 5,76175 ° în raport cu ecliptica.